# Championnats d'Océanie d'athlétisme 2014
Navigation
Édition précédente Édition suivante
Les Championnats d’Océanie d’athlétisme 2014 (en anglais, 2014 Oceania Athletics Championships) se déroulent dans le BCI Stadium à Avarua, Rarotonga, aux îles Cook, entre le 24 et le 26 juin  2014. 

## Résultats

### Hommes
| Event                        | Or                                                                             | Or                         | Argent                                                                             | Argent                  | Bronze                                                                        | Bronze                    |
| ---------------------------- | ------------------------------------------------------------------------------ | -------------------------- | ---------------------------------------------------------------------------------- | ----------------------- | ----------------------------------------------------------------------------- | ------------------------- |
| 100 m (wind: -0.2 m/s)       | Banuve Tabakaucoro FIJ                                                         | 10 s 30 CR                 | Kupun Wisil PNG                                                                    | 10.80                   | Eddie Herene Magele SAM                                                       | 10.85                     |
| 200 m (wind: +2.3 m/s)       | Nelson Stone PNG                                                               | 21 s 24 w                  | Theo Piniau PNG                                                                    | 21.79 w                 | David Elliott NZL                                                             | 22.52 w                   |
| 400 m                        | Theo Piniau PNG                                                                | 48 s 89                    | Siologa Viliamu SAM                                                                | 49.93                   | Leigh Bennett AUS                                                             | 50.41                     |
| 800 m                        | Tom Fawthorpe AUS                                                              | 1 min 51 s 23              | Kaminiel Matlaun PNG                                                               | 1:52.81                 | Epeli Batisila FIJ                                                            | 1:54.66                   |
| 1 500 m                      | Tom Fawthorpe AUS                                                              | 3 min 54.55                | Napu Castro GUM                                                                    | 4:21.13                 | Thomas Briggs / North Australia                                               | 4:22.68                   |
| 5 000 m                      | Hamish MacDonald / North Australia                                             | 15 min 55 s 88             | Scott Mitchell / North Australia                                                   | 16:27.89                | Jesen Kelep MHL                                                               | 20:47.14                  |
| 10000 m                      | Hamish MacDonald / North Australia                                             | 33:22.40                   | Roland Neurerer COK                                                                | 39:16.87                |                                                                               |                           |
| 110 m haies (wind: -2.2 m/s) | Wala Gime PNG                                                                  | 14 s 80                    | Tyler Heron AUS                                                                    | 15.47                   |                                                                               |                           |
| 400 m haies                  | Leigh Bennett AUS                                                              | 52 s 52                    | Wala Gime PNG                                                                      | 53.47                   | Siologa Viliamu SAM                                                           | 57.83                     |
| Saut en hauteur              | Jason Strano AUS                                                               | 2,00 m                     | James Jeffery AUS                                                                  | 1.94m                   | Peniel Richard PNG                                                            | 1.87m                     |
| Long Jump                    | Tim McGuire AUS                                                                | 7,58 m w (wind: +2.4 m/s)  | Dausoko Waisale FIJ                                                                | 7,22 m (wind: +1.4 m/s) | Brandon Clark AUS                                                             | 6.95m w (wind: +3.2 m/s)  |
| Triple saut                  | Eugene Vollmer FIJ                                                             | 15,60 m w (wind: +2.3 m/s) | Tim McGuire AUS                                                                    | 14.99m (wind: +1.8 m/s) | Patrick Hou PNG                                                               | 13.90m w (wind: +2.9 m/s) |
| Shot Put                     | Jacko Gill NZL                                                                 | 20,70 m CR                 | Emanuele Tusitatino SAM                                                            | 18.49m                  | Dale Pritchard NZL                                                            | 16.07m                    |
| Discus Throw                 | Dale Pritchard NZL                                                             | 47,76 m                    | Emanuele Tusitatino SAM                                                            | 41.77m                  | Brody James AUS                                                               | 40.68m                    |
| Hammer Throw                 | Emanuele Tusitatino SAM                                                        | 45,33 m                    | Dale Pritchard NZL                                                                 | 35.98m                  | Shaka Sola SAM                                                                | 34.23m                    |
| Javelin Throw                | Leslie Copeland FIJ                                                            | 70,66 m                    | John Crandell AUS                                                                  | 64.51m                  |                                                                               |                           |
| Octathlon                    | Viliami Siale TGA                                                              | 4 852                      | Cletus Mosi PNG                                                                    | 4579                    | Robson Yinambe PNG                                                            | 4280                      |
| 4 x 100 m                    | Fidji Eugene Vollmer Apolosi Ratumudu Lepani Naivalu Banuve Tabakaucoro        | 41 s 61                    | Papouasie-Nouvelle-Guinée Ruwan Gunasinghe Wala Gime Junior Saio Avefa Kupun Wisil | 42.18                   | Tonga Li'ekina Kaufusi Peauope Suli Fifita Siueni Filimone Heamatangi Tu'ivai | 42.35                     |
| 4 x 400 m                    | Papouasie-Nouvelle-Guinée Kaminiel Matlaun Wala Gime Peniel Joshua Theo Piniau | 3 min 16 s 72              | Fidji Banuve Tabakaucoro Epeli Batisila Apolosi Ratumudu Batinisavu Uluiyata       | 3:19.13                 | Vanuatu Bernard Kapalu Paul Wilson Nalau Dicky Terry Mael George Molisingi    | 3:34.61                   |

### Femmes
| Épreuves                    | Or                                                                                      | Argent                                                                                          | Bronze                                                                                 |
| --------------------------- | --------------------------------------------------------------------------------------- | ----------------------------------------------------------------------------------------------- | -------------------------------------------------------------------------------------- |
| 100 m Vent : +0,7 m/s       | Toea Wisil 11 s 57 (CR)                                                                 | Younis Bese 12 s 24                                                                             | Patricia Taea 12 s 34                                                                  |
| 200 m Vent : +2,2 m/s       | Younis Bese 25 s 04                                                                     | Alexandra Bartholomew 25 s 16                                                                   | Kayla Montagner 25 s 60                                                                |
| 400 m                       | Alexandra Bartholomew 55 s 56                                                           | Alicia Keir 55 s 84                                                                             | Donna Koniel 56 s 57                                                                   |
| 800 m                       | Alicia Keir 2 min 16 s 10                                                               | Donna Koniel 2 min 18 s 52                                                                      | non décernée                                                                           |
| 5 000 m                     | Sharon Firisua 18 min 59 s 07                                                           | Élodie Mevel 19 min 38 s 21                                                                     | Louise Michelle Wittwer 27 min 28 s 42                                                 |
| 10 000 m                    | Sharon Firisua 39 min 06 s 25 (CR)                                                      | Élodie Mevel 40 min 21 s 00                                                                     | non décernée                                                                           |
| 110 m haies Vent : -2,2 m/s | Sharon Kwarula 14 s 43                                                                  | Kimberley Watton 14 s 54                                                                        | Helen Philemon 15 s 81                                                                 |
| 400 m haies                 | Sharon Kwarula 59 s 82                                                                  | Lauren McAdam 1 min 01 s 95                                                                     | Donna Koniel 1 min 02 s 06                                                             |
| 3 000 m steeple             | Modèle:AUS- Nikki Hiscock 11 min 56 s 02                                                | Cassie Dege 12 min 09 s 87                                                                      | non décernée                                                                           |
| 4 × 100 m                   | Papouasie-Nouvelle-Guinée Helen Philemon Toea Wisil Donna Koniel Sharon Kwarula 47 s 88 | Australie Kimberley Watton Alexandra Bartholomew Alicia Keir Elana Withnall 48 s 98             | Australie du Nord Catherine Hannell Ashleigh Jones Sarah Busby Kayla Montagner 49 s 26 |
| 4 × 400 m                   | Australie Lauren McAdam Nikki Hiscock Alexandra Bartholomew Alicia Keir 3 min 51 s 49   | Papouasie-Nouvelle-Guinée Donna Koniel Raylyne Kanam Eunice Steven Sharon Kwarula 3 min 59 s 52 | non décernée                                                                           |
| Saut en hauteur             | Anna Staib 1,63 m                                                                       | Rellie Kaputin 1,57 m                                                                           | Mihiatea Gooding 1,54 m                                                                |
| Saut en longueur            | Catherine Hannell 5,58 m                                                                | Rellie Kaputin 5,56 m                                                                           | Helen Philemon 5,32 m                                                                  |
| Triple saut                 | Anna Thomson 11,81 m                                                                    | Atipa Mabonga 11,38 m                                                                           | Rellie Kaputin 11,35 m                                                                 |
| Lancer du poids             | 'Ata Maama Tu'utafaiva 13,64 m                                                          | Rebecca Direen 12,91 m                                                                          | Brianna Bortolanza 12,19 m                                                             |
| Lancer du disque            | Ariana Blackwood 41,44 m                                                                | Atanasia Takosi 40,07 m                                                                         | Kasandra Vegas 36,27 m                                                                 |
| Lancer du marteau           | Jacinta Faint 49,00 m                                                                   | Rebecca Direen 48,97 m                                                                          | Kasandra Vegas 46,74 m                                                                 |
| Lancer du javelot           | Eunice Steven 34,96 m                                                                   | Samantha Lockington 34,09 m                                                                     | non décernée                                                                           |
| Heptathlon                  | Elana Withnall 4 329 pts                                                                | Eunice Steve, 4 203 pts                                                                         | Ariana Blackwood 3 586 pts                                                             |

### Mixte
| Event                   | Or                                                                       | Or      | Argent                                                                            | Argent  | Bronze                                                                 | Bronze  |
| ----------------------- | ------------------------------------------------------------------------ | ------- | --------------------------------------------------------------------------------- | ------- | ---------------------------------------------------------------------- | ------- |
| Relais mixte 800 mètres | Australie Kimberley Watton Nicholas Bate Georgia Winkcup Joshua Kentwell | 1:41.11 | Papouasie-Nouvelle-Guinée Helen Philemon Junior Saio Avefa Donna Koniel Wala Gime | 1:41.17 | Nouvelle-Zélande Rosie Elliott David Elliott Georgia Hulls Dhruv Raman | 1:41.41 |